# Distretto di Kamonyi
Il distretto di Kamonyi è un distretto (akarere) del Ruanda, parte della Provincia Meridionale, con capoluogo Rukoma.
Il distretto si compone di 12 settori (imirenge):
- Gacurabwenge
- Karama
- Kayenzi
- Kayumbu
- Mugina
- Musambira
- Ngamba
- Nyamiyaga
- Nyarubaka
- Rugarika
- Rukoma
- Runda